# Dark Winds
Dark Winds és una sèrie de televisió estatunidenca de thriller psicològic creada per Graham Roland i basada en la sèrie de novel·les Leaphorn & Chee de Tony Hillerman. Es va estrenar als canals AMC i AMC+ el 12 de juny de 2022, amb la primera temporada formada per sis episodis. Cal destacar que compta com a productor executius a George R.R. Martin i Robert Redford entre d'altres. Després de la seva estrena, la sèrie es va renovar per a una segona temporada de sis capítols més i que s'estrenarà el 2023.

## Argument
La sèrie, ambientada l'any 1971, segueix la investigació d'un cas de robatori d'un furgó blindat i un doble assassinat pel tinent Joe Leaphorn de la policia tribal de la Nació Navajo, prop de Monument Valley, al Sud-oest dels Estats Units. En aquest viatge també l'acompanya el seu nou ajudant, Jim Chee, el qual va marxar de jove i ara torna com a membre de l'FBI encobert. La primera temporada està basada principalment en els llibres Listening Woman (1978) i parts de People of Darkness (1980).

## Localització
El rodatge va començar l'agost de 2021 a Santa Fe, Nou Mèxic. Com a localitzacions també se'n feren a Española, Tesuque Pueblo, Cochiti Pueblo i la Nació Navajo. i a mitjans d'octubre també s'utilitzaren les localitzacions de Mexican Hat, Monument Valley i Kayenta.

## Repartiment
Principal
- Zahn McClarnon com el tinent Joe Leaphorn de la policia trival navaho
- Kiowa Gordon com el seu nou ajudant Jim Chee.
- Jessica Matten com a Bernadette Manuelito, l'altra ajudant el tinent.
- Deanna Allison com a Emma Leaphorn, infermera i dona del tinent.
- Rainn Wilson com a Dan "Devoted Dan" DeMarco, un degenerat venedor de cotxes.
- Elva Guerra com a Sally Growing Thunder
- Jeremiah Bitsui com a Hoski
- Eugene Brave Rock com a Frank Nakai
- Noah Emmerich com a Leland Whitover, agent de l'FBI i cap del Jim Chee.

Recorrent
- Jonathan Adams com a Lester
- Rob Tepper com a Pete Samuels
- Ryan Begay com a Guy Atcitty
- Amelia Rico com a Ada Growing Thunder

## Episodis
| Núm. d'història | Episodi | Títol                      | Direcció           | Guió                                 | Data d'estrena als EUA |  |
| --------------- | ------- | -------------------------- | ------------------ | ------------------------------------ | ---------------------- |  |
| 1               | 1       | "Monster Slayer"           | Chris Eyre         | Graham Roland                        | 12 de juny 2022        |  |
|                 |         |                            |                    |                                      |                        |  |
| 2               | 2       | "The Male Rain Approaches" | Chris Eyre         | Anthony Florez                       | 19 de juny de 2022     |  |
|                 |         |                            |                    |                                      |                        |  |
| 3               | 3       | "K'e"                      | Sanford Bookstaver | Maya Rose Dittloff i Razelle Benally | 26 de juny de 2022     |  |
|                 |         |                            |                    |                                      |                        |  |
| 4               | 4       | "Hooghandi"                | Sanford Bookstaver | Billy Luther                         | 3 de juliol de 2022    |  |
|                 |         |                            |                    |                                      |                        |  |
| 5               | 5       | "Ha'íínlni"                | Chris Eyre         | Erica Tremblay                       | 10 de juliol de 2022   |  |
|                 |         |                            |                    |                                      |                        |  |
| 6               | 6       | "HózhóoNaasháa"            | Chris Eyre         | Maya Rose Dittloff                   | 17 de juliol de 2022   |  |
|                 |         |                            |                    |                                      |                        |  |
| 7               | 7       | "Who Shaves the Barber?"   | Scott Winant       | Noah Hawley                          | 27 de maig de 2014     |  |
|                 |         |                            |                    |                                      |                        |  |